# Fantasy-Jahr 1948
Übersicht

◄◄ | ◄ | 1944 | 1945 | 1946 | 1947 | Fantasy-Jahr 1948 | 1949 | 1950 | 1951 | 1952 | ► | ►►

Weitere Ereignisse

## Filmpreise
Bodil Award:
- Michael Powell und Emeric Pressburger – Irrtum im Jenseits als bester europäischer Film

## Neuerscheinungen Filme
| Deutscher Titel                  | Deutschsprachiges Erscheinungsjahr | Originaltitel               | Regie                              | Anmerkungen |
| -------------------------------- | ---------------------------------- | --------------------------- | ---------------------------------- | ----------- |
|                                  |                                    | Bill and Coo                | Dean Riesner                       |             |
|                                  |                                    | Colonel Bogey               | Terence Fisher                     |             |
| Jenny                            | 1954                               | Portrait of Jennie          | William Dieterle                   |             |
| Miranda                          | 1949                               | Miranda                     | Ken Annakin                        |             |
| Mr. Peabody und die Meerjungfrau |                                    | Mr. Peabody And The Mermaid | Irving Pichel                      |             |
| Venus macht Seitensprünge        | 1950                               | One Touch of Venus          | Gregory La Cava, William A. Seiter |             |

## Geboren
- Oliver Bowden
- Carol Berg
- David Gemmell († 2006)
- Terry Goodkind († 2020)
- Robert Jordan († 2007)
- Ina Kramer († 2023)
- Jean Lorrah
- George R. R. Martin
- Patricia A. McKillip († 2022)
- William Nicholson
- Terry Pratchett († 2015)
- Esther Rochon
- Andrzej Sapkowski
- Margaret Weis